# Екселенд, Висконсин
Екселенд, Висконсин (енгл. Exeland) град је у америчкој савезној држави Висконсин.

## Демографија
По попису из 2010. године број становника је 196, што је 16 (-7,5%) становника мање него 2000. године.
| Група             | 2000.       | 2010.       |
| Белци             | 186 (87,7%) | 177 (90,3%) |
| Афроамериканци    | 0 (0,0%)    | 1 (0,5%)    |
| Азијати           | 0 (0,0%)    | 1 (0,5%)    |
| Хиспаноамериканци | 3 (1,4%)    | 2 (1,0%)    |
| Укупно            | 212         | 196         |